# Twin Sisters

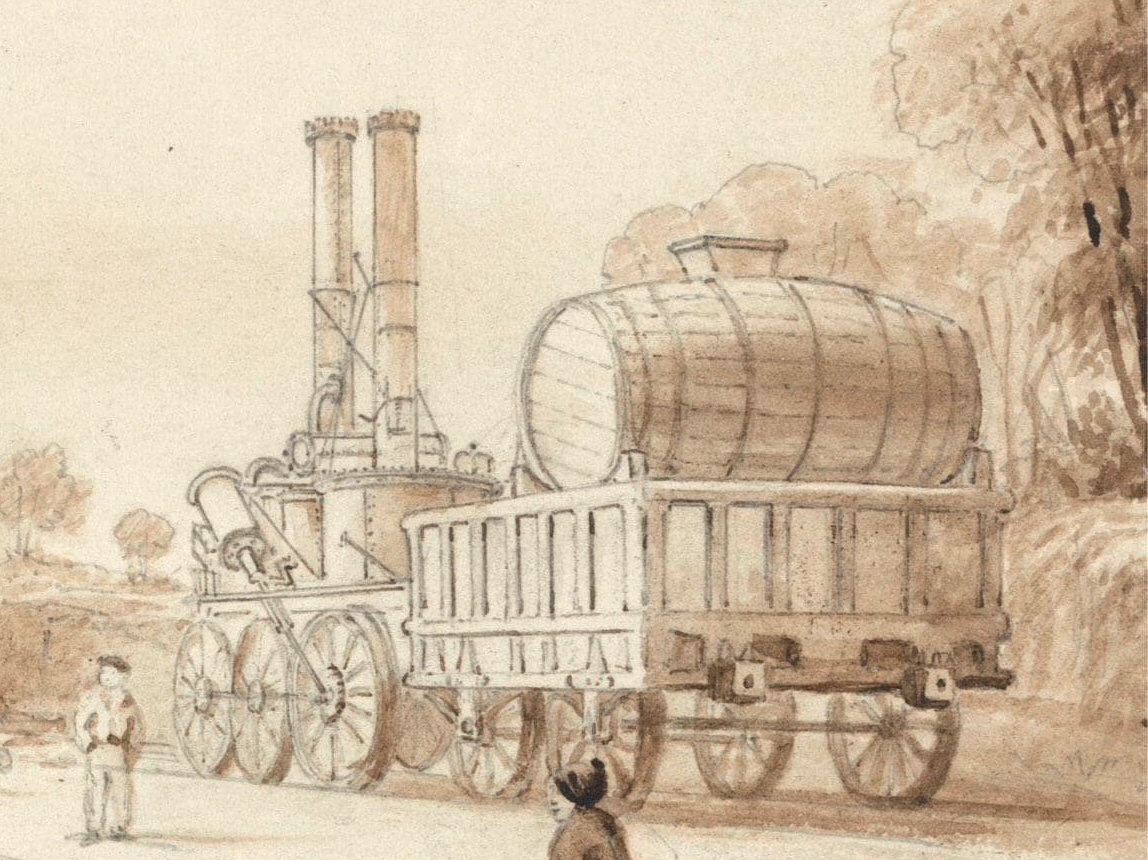
Die Twin Sisters

Die Twin Sisters (Zwillingsschwestern) war eine frühe Dampflokomotive.

## Konstruktion
Es handelte sich bei der dreiachsigen Twin Sisters um die erste C-gekuppelte Lokomotive von Robert Stephenson & Co. und zugleich die erste, die an die Liverpool and Manchester Railway geliefert wurde. Die Übergabe der Maschine, deren Preis 550 £ betrug, erfolgte am 2. Juli 1829 (in der Literatur findet sich öfters auch das Jahr 1827, das jedoch unzutreffend ist). Ihren Namen erhielt die Lokomotive aufgrund ihrer ungewöhnlichen, auffälligen Konstruktion: Sie verfügte über zwei aufrecht stehende, hintereinander angeordnete Kessel, von denen jeder einen eigenen Schornstein aufwies. Von dieser Bauweise, die ein Experiment darstellte, erhoffte man sich besondere Leistungsfähigkeit insbesondere auf Steigungsabschnitten. Jedoch erfüllten sich diese Erwartungen nicht, und die Doppelkessel-Konstruktion erwies sich im Betrieb als anfällig. Dafür erreichte die Maschine jedoch mit einem 70-Tonnen-Zug eine ihrerzeit als bemerkenswert betrachtete Geschwindigkeit von 19 km/h.
Eine weitere, jedoch erfolgreiche Neuerung bestand darin, dass die Twin Sisters im Unterschied zu den bis dahin gebauten, mit Kohle befeuerten Lokomotiven, Koks als Brennstoff verwendete, wodurch die Rauchentwicklung unterdrückt wurde. Hierbei handelte es sich um einen Versuch, der mit Blick auf die für den Oktober 1829 geplanten Versuchsfahrten in Rainhill durchgeführt wurde; zu den Bedingungen des Wettbewerbs gehörte nämlich unter anderem, dass die teilnehmenden Lokomotiven keinen Rauch ausstoßen durften, und mit der Twin Sisters erprobten die Stephensons erfolgreich die Koksfeuerung, die bei der Rocket Verwendung finden sollte.

## Einsatz
Die Twin Sisters war bei der Liverpool and Manchester Railway als Bauzuglokomotive bei der Errichtung der Bahnstrecke vorgesehen, nicht für den regulären Zugverkehr. Das zeigte sich auch daran, dass sie nie in das Nummernschema und die Lokomotivlisten der Bahngesellschaft aufgenommen wurde. Nach Fertigstellung der Linie 1830 kam sie noch bei Beschotterungsarbeiten zum Einsatz und beförderte Züge mit Koks für die Lokomotiven, weshalb sie auch Liverpool Coke Engine genannt wurde. Ende 1831 wurde sie ausgemustert und zerlegt; ein Zylinder wurde für den Bau einer stationären Pumpe im Bahnhof Liverpool Station in Manchester wiederverwendet.